# اندیس آنومالی بلدجر
آنومالی بلدجر یک اندیس فلزی است که در حوالی شهر سقز استان کردستان قرار دارد و مادهٔ معدنی موجود در آن، طلا است.سنگ میزبان این اندیس آمفیبولیت است و دیرینگی آن به دوران پرکامبرین می‌رسد. 